# 鹿ノ子ダム
鹿ノ子ダム（かのこダム）は、北海道常呂郡置戸町、一級河川・常呂川本流上流部に建設されたダムである。
国土交通省北海道開発局網走開発建設部が管理する特定多目的ダムで、オホーツク海に注ぐ河川に建設されたダムの中では唯一、治水機能を持った多目的ダムでもある。常呂川の治水と北見市など流域市町村への利水を目的に建設された高さ55.5mの重力式コンクリートダム。ダムによって出現した人造湖はおけと湖と呼ばれる。なお、地元の案内看板などを始めとして「鹿の子ダム」と表記される場合も多いが、正式には「鹿ノ子ダム」である。

## 沿革
常呂川は流域に北見市や訓子府町等の人口密集地帯を擁する。流域は広大な農業地帯にもなっているが、河川整備は堤防程度であり豪雨や融雪期には洪水を起こし水害を度々惹き起こしていた。これら治水整備に加え人口の増加した北見市等では上水道の需要が急増、更に農業技術の進展による農地面積拡大により農業用水の安定供給の必要性も高まった。
こうしたことから常呂川を管理する北海道開発局網走開発建設部は総合的な治水・利水対策を図るべく1968年（昭和43年）より「常呂川総合開発事業」計画を策定。その根幹施設として鹿の子ダムの建設を計画した。ダムは1972年（昭和47年）より実施計画調査に入った。この間水没地域住民に対する補償交渉や付替え道路の敷設といった周辺整備を施工し、1979年（昭和54年）より本体建設に着手。1983年（昭和58年）に完成した。
ダムは常呂川沿岸の洪水調節、北見市に慣行水利権分の用水補給（毎秒10.72トン）を図る不特定利水、北見市・置戸町・端野町・留辺蘂町の農地571.5haへの新規灌漑、北見市・置戸町・訓子府町・常呂町・留辺蘂町の流域自治体へ毎秒54.300トンの上水道供給を目的としている。

## おけと湖
ダムによってできた人造湖は所在地の置戸町より「おけと湖」と命名された。湖周辺はエゾマツ・トドマツ等の針葉樹林原生林が囲み自然湖の様相を見せる。
また、冬季は湖が完全に結氷することからワカサギ釣りに訪れる客も多い。
ダム本体も「地域に開かれたダム」施策により積極的に見学のための開放が行われている。ダム直下にはキャンプ場もあり（08年シーズンより閉鎖中）、真下から聳え立つダムの姿を見ることも可能である。